# ساكن الحرج النخلي الكبير
ساكن الحرج النخلي الكبير (الاسم العلمي: Bebearia cocalioides)، نوع من الفراشات التي تتبع جنس ساكن الحرج وفصيلة الحورائيات.
يوجد في نيجيريا والكاميرون وجمهورية الكونغو وجمهورية أفريقيا الوسطى وجمهورية الكونغو الديمقراطية. يألف الغابات.

## النويعات
- Bebearia cocalioides cocalioides (الكونغو، جمهورية أفريقيا الوسطى، غرب جمهورية الكونغو الديمقراطية)
- Bebearia cocalioides hecqi Holmes, 2001 (نيجيريا، الكاميرون)